# Klepek (Sukosewu)
Klepek is een bestuurslaag in het regentschap Bojonegoro van de provincie Oost-Java, Indonesië. Klepek telt 3149 inwoners (volkstelling 2010).